# Taeniacanthus balistae
Taeniacanthus balistae is een eenoogkreeftjessoort uit de familie van de Taeniacanthidae. De wetenschappelijke naam van de soort is voor het eerst geldig gepubliceerd in 1864 door Claus.